# Museu d’història de la immigració de Catalunya

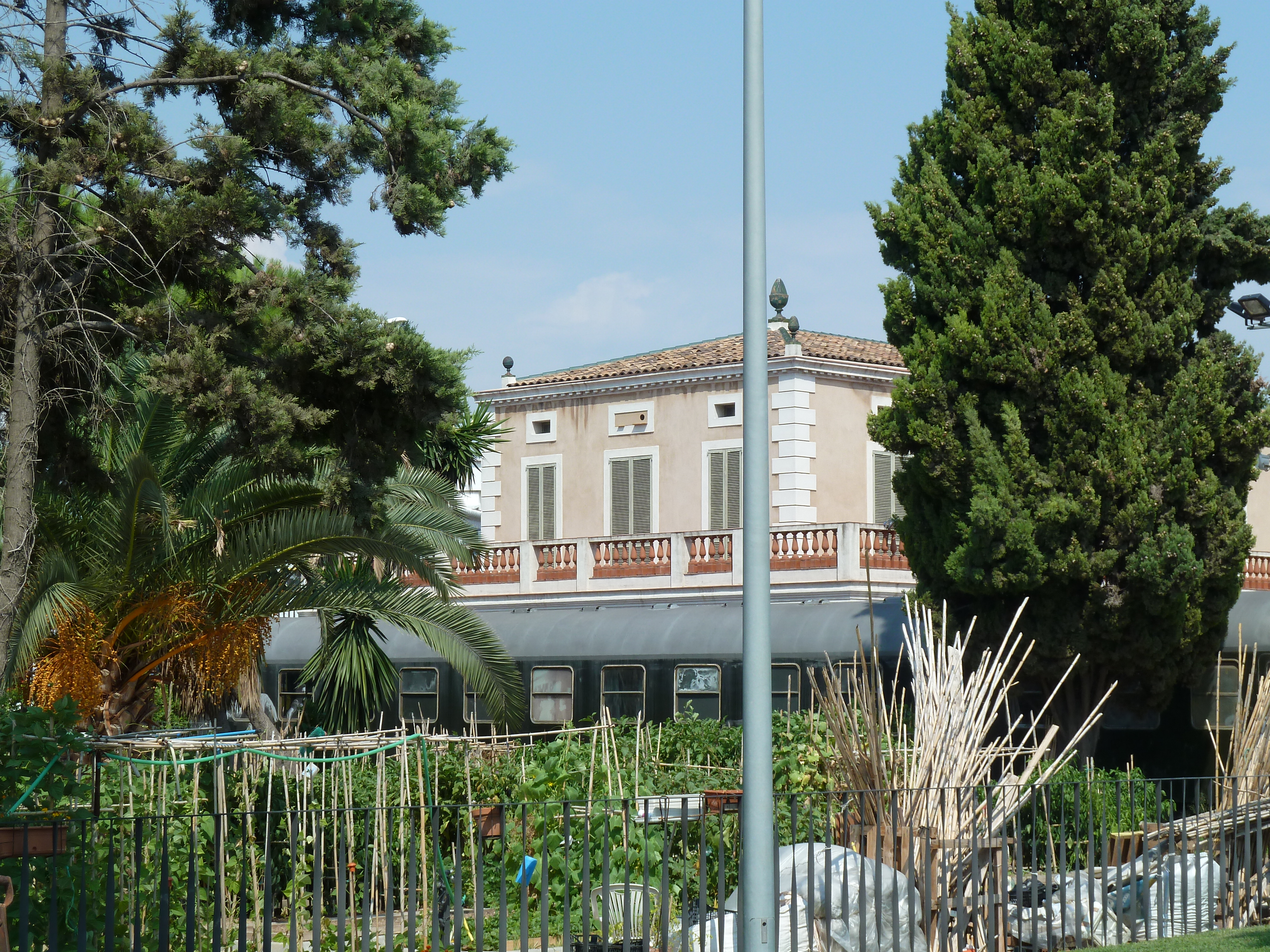
Can Serra, Museu de la Immigració

Das MhiC – Museu d’història de la immigració de Catalunya (MhiC) ist das katalanische Einwanderungsmuseum in Sant Adrià de Besòs in der Metropolregion Barcelona. Das Museum wurde 2004 geöffnet und thematisiert den Prozess der Einwanderung nach Katalonien.
Im alten Kolonialhaus von Can Serra befindet sich ein Dokumentationszentrum, und die erste Ausstellung, die dort gehalten wurde, war „Von Einwanderern zu Bürgern“ („D’immigrants a ciutadans“) mit einer Darstellung der Geschichte der Einwanderung in Katalonien vom 19. Jahrhundert bis in die Gegenwart. Das Museum wurde im Jahr 2012 um ein Neubaugebäude erweitert, das Platz für Dauerausstellungen und Wanderausstellungen bietet.

## Weblink
- offizielle Homepage